# Daniel Wilson (football)
Pour les articles homonymes, voir Daniel Wilson et Wilson.
Daniel Wilson, né le 1er novembre 1993 à Georgetown, est un footballeur international guyanien jouant poste de milieu offensif.

## Biographie

### En sélection
En juin 2019, il est retenu par le sélectionneur Michael Johnson afin de participer à la Gold Cup organisée aux États-Unis, en Jamaïque et au Costa Rica.

## Palmarès
- Alpha United
  - Championnat du Guyana
    - Champion : 2012 et 2013

  - Guyana Mayors Cup
    - Vainqueur : 2013